# Każdemu wolno kochać
Każdemu wolno kochać – polska komedia romantyczna z 1933 roku, w reżyserii Mieczysława Krawicza. Film czarno-biały, pierwszy polski film w pełni udźwiękowiony. 

## Obsada
- Adolf Dymsza – Hipek
- Ludwik Lawiński − dyrektor teatru
- Stanisława Kawińska − Weronika, żona Sagankiewicza
- Janina Brochwiczówna − gwiazda rewiowa
- Józef Kondrat − widz w teatrze
- Henryk Małkowski − dozorca
- Ludwik Fritsche − profesor Robaczek
- Mariusz Maszyński − muzyk Alojzy Kędziorek
- Liliana Zielińska − Renata, córka Sagankiewiczów
- Feliks Chmurkowski − gość u Renaty
- Czesław Skonieczny − Maciej Baleron
- Mira Zimińska − Lodzia
- Józef Orwid − Pulweriusz Sagankiewicz, właściciel kamienicy
- Witold Conti − gwiazdor rewiowy
- Stanisław Łapiński − burmistrz

## Ekipa
- Reżyseria − Mieczysław Krawicz, Janusz Warnecki
- Scenariusz − Jerzy Nel
- Zdjęcia − Zbigniew Gniazdowski
- Muzyka − Zygmunt Karasiński, Stanisław Szebego, Szymon Kataszek
- Scenografia − Stefan Norris

## Fabuła
Alojzy Kędziorek (Mariusz Maszyński) jest biednym muzykiem zakochanym z wzajemnością w młodej paniczce Renacie (Liliana Zielińska). Rodzice dziewczyny nie chcą przystać na zaloty człowieka „niższej” klasy i chcą wydać córkę za bogatego rzeźnika – pana Balerona. Zakochany po uszy muzyk pisze piosenkę Każdemu wolno kochać, która podbija serce nie tylko młodej dziewczyny, jednak rodzice wysyłają córkę na prowincję do posiadłości Balerona. Muzyk podąża za nią. Tymczasem za sprawą obrotnego przyjaciela Hipka (Adolf Dymsza), piosenka podbija serca całej Warszawy.